# Graduale (Liturgisches Buch)

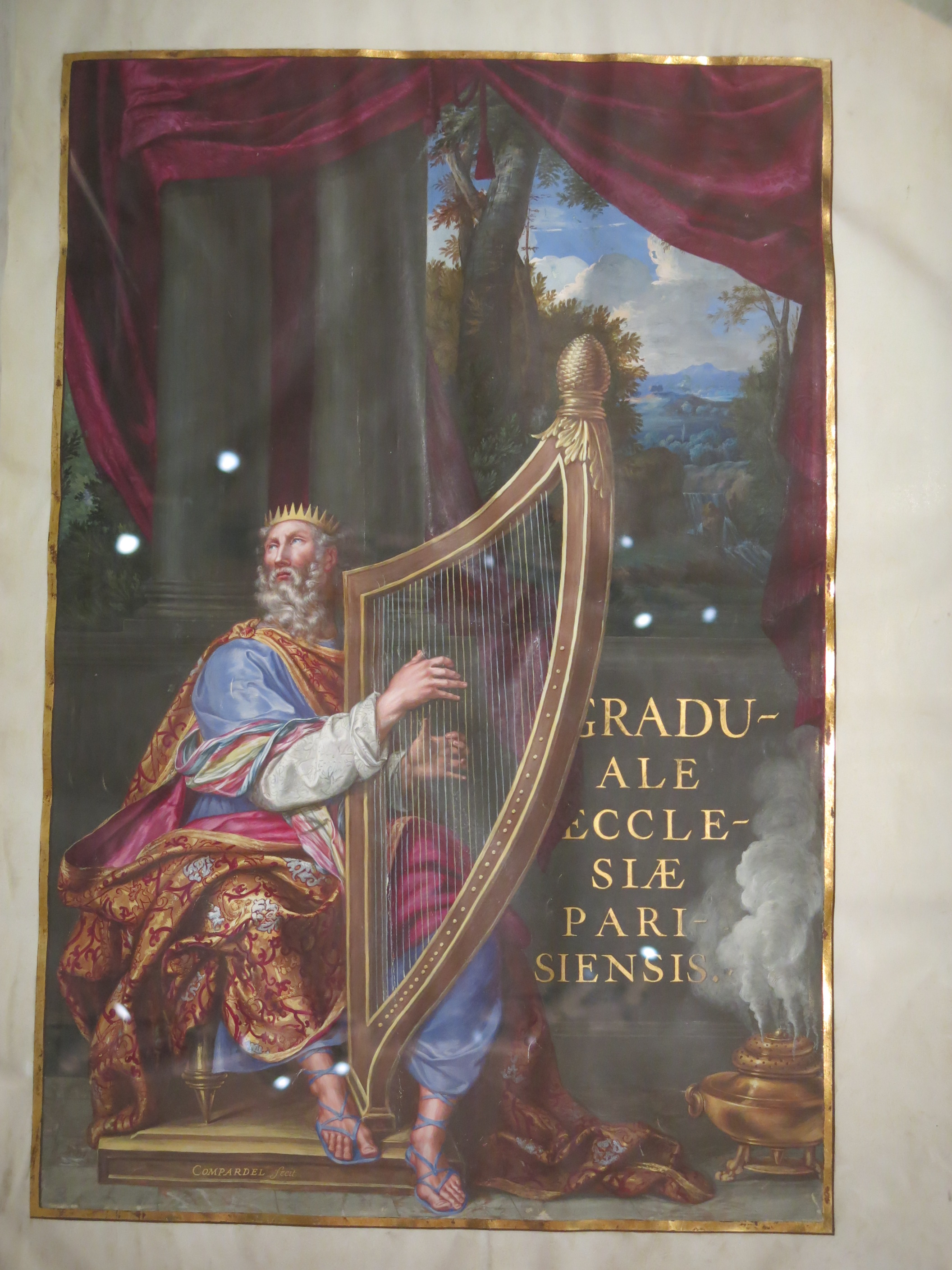
Graduale Ecclesiae Parisiensis (1669) im Format 80 × 57 cm

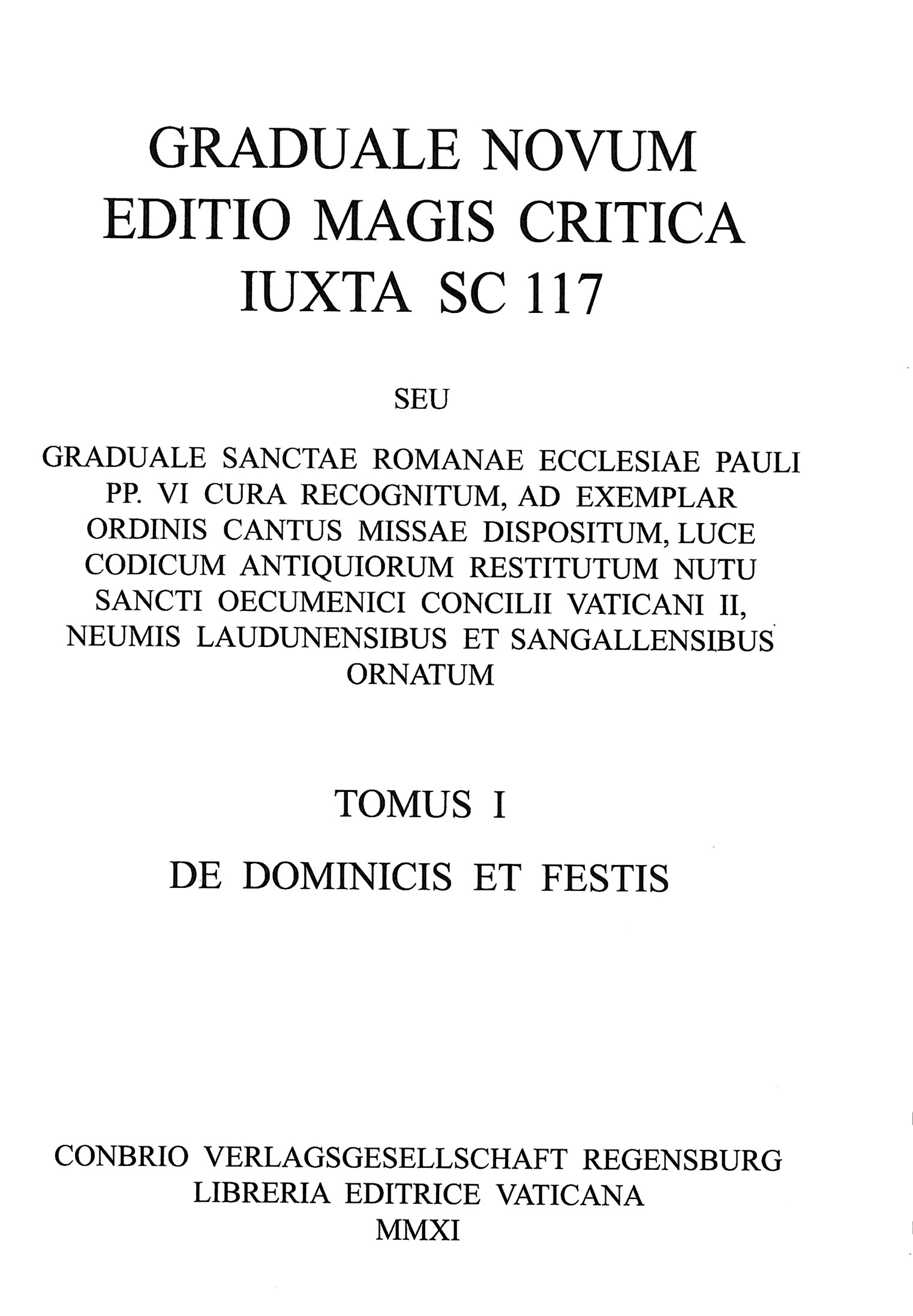
Innentitel des Graduale Novum (2011)

Als Graduale (auch [Liber] Gradualis) bezeichnet man in der römisch-katholischen Liturgie  ein liturgisches Buch. Es handelt sich um das Choralbuch, in dem die Messgesänge des Proprium Missae – Introitus, Graduale, Hallelujaruf, Tractus, Sequenz, Offertorium und Communio – aufgezeichnet sind. Daneben enthält das Graduale das Ordinarium und andere Gesänge wie die Allerheiligenlitanei, Hymnen und Prozessionsgesänge. Gesänge zum Ordinarium sind auch in einem eigenen Buch zusammengefasst, dem Kyriale.
Das Graduale enthält die lateinischen Texte mit den Melodien des gregorianischen Gesangs, die anfangs in Neumen und später in Quadratnotation dargestellt wurden. Heute gibt es außerdem verschiedene landessprachliche Äquivalente mit Melodien in gregorianischer bzw. einstimmiger kirchentonartlicher Tradition, wie beispielsweise das Deutsche Meßantiphonale von Heinrich Rohr, das Klein Graduale in niederländischer oder das Simple English Propers in englischer Sprache.

## Geschichte
Aus dem Frühmittelalter sind erstmals um 920 einige Graduale-Handschriften mit Neumen überliefert; sie gehören zu den wichtigsten Zeugnissen zur Erforschung des Gregorianischen Chorals; vorher gab es seit dem Ende des 8. Jahrhunderts Messtextsammlungen ohne Noten oder Neumen, die ebenfalls bereits Graduale genannt wurden. Die frühen Handschriften hatten noch ein eher kleines Format; spätmittelalterliche Graduale-Handschriften sind dagegen häufig sehr große Bücher (Format beispielsweise 80 × 57 cm), da sie dazu gedacht sind, dass aus ihnen eine größere Gruppe von Sängern singen soll. Sie umfassen dann meist mehrere Bände.
Der Begriff Graduale entstand im fränkischen Raum und wurde im 12. Jahrhundert allgemein üblich. Das Graduale bestand als eigenständiges Buch, gegebenenfalls auch mehrbändig, oder wurde als Faszikel mit Sequentiar, Sakramentar und Lektionar im Spätmittelalter zum Missale vereinigt, doch schrieb man weiterhin separate Gradualien auch nach der Erfindung des Buchdruckes noch lange per Hand.
Auf Anregung von Papst Pius X. erschien 1908 das Graduale Romanum, das nach der Liturgiereform des Zweiten Vatikanischen Konzils in verschiedenen Schritten zum Graduale Novum (2011) weiterentwickelt wurde. Eine Variante mit einfacheren Gesängen stellt das Graduale Simplex (1967) dar, das Graduale Triplex (1979) bietet die Choralmelodien neben der Quadratnotation in zwei verschiedenen Neumenschriften.
Mehrbändige Ausgaben umfassen in getrennten Bänden einerseits die Texte des Proprium de tempore mit den wechselnden Propriumstexten für Sonntage, Wochentage und Herrenfeste und andererseits des Proprium Sanctorum oder Proprium de Sanctis für die mit den Heiligenfesten wechselnden Texte. Beide Kategorien haben jeweils mehrere Bände, fortschreitend mit dem Kirchenjahr.   